# Halve marathon van Egmond 1985
De halve marathon van Egmond 1985 vond plaats op zondag 6 januari 1985. Het was de dertiende editie van deze halve marathon. De wedstrijd had dit jaar in totaal 4450 inschrijvingen. Hiervan haalden 3600 de finish. 
De wedstrijd bij de mannen werd gewonnen door de Nederlander Peter Rusman in 1:10.20. Bij de dames was zijn 26-jarige vrouw Wilma Rusman het sterkste, een unieke prestatie.
De omstandigheden bij deze wedstrijd waren bar en boos. Rond het middaguur was de temperatuur rond de -10 graden Celsius. Een Japanse televisieploeg die opnames kwam maken van de wedstrijd, dacht per abuis op Antarctica te zijn afgezet. Marti ten Kate was deze dag zo lang mogelijk op zijn hotelkamer gebleven. Hij had een kamer in Hotel Bellevue aan de boulevard van Egmond. Slechts een paar minuten voor de start kwam hij uit zijn kamer en ging van start. Peter Rusman meldde na afloop: "Het was een zwaar karwei maar ook een unieke belevenis. In de duinen zag ik op een bepaald moment niets anders dan sneeuw. Er stond geen mens meer langs de kant. Het was één hele grote witte vlakte. Het leek alsof ik in m'n eentje op de Noordpool liep. Zoiets maak je nooit meer mee." En zijn vrouw: "Met nog 1500 meter te lopen, hoorde ik dat Peter had gewonnen. Ik had het op dat moment heel moeilijk. Toen heb ik even een schietgebedje gedaan, zo van: Och m'n lieve heer, gun mij ook de winst."

## Uitslagen

### Mannen
| Positie | Atleet                | Land       | Tijd    |
| ------- | --------------------- | ---------- | ------- |
| 1       | Peter Rusman          | Nederland  | 1:10.20 |
| 2       | Alex Hagelsteens      | België     | 1:10.47 |
| 3       | Luc Waegeman          | België     | 1:10.55 |
| 4       | Marc De Blander       | België     | 1:11.05 |
| 5       | Marti ten Kate        | Nederland  | 1:11.14 |
| 6       | Peder Sylte           | Noorwegen  | 1:11.36 |
| 7       | Kjell-Erik Ståhl      | Zweden     | 1:11.57 |
| 8       | Eddy Hellebuyck       | België     | 1:12.21 |
| 9       | Alan Zachariassen     | Denemarken | 1:13.23 |
| 10      | Willy Vanhuylenbroeck | Nederland  | 1:13.57 |

### Vrouwen
| Positie | Atlete                     | Land      | Tijd    |
| ------- | -------------------------- | --------- | ------- |
| 1       | Wilma Rusman               | Nederland | 1:22.21 |
| 2       | Francine Peeters           | België    | 1:23.48 |
| 3       | Annie van Stiphout         | Nederland | 1:27.37 |
| 4       | Marie-Christine Deurbroeck | België    | 1:28.25 |
| 5       | Lia Pauwels                | België    | 1:29.10 |
| 6       | Nadina Claes               | Nederland | 1:31.45 |
| 7       | Eefje van Wissen           | Nederland | 1:31.58 |

1973 ·
1974 ·
1975 ·
1976 ·
1977 ·
1978 ·
1979 ·
1980 ·
1981 ·
1982 ·
1983 ·
1984 ·
1985 ·
1986 ·
1987 ·
1988 ·
1989 ·
1990 ·
1991 ·
1992 ·
1993 ·
1994 ·
1995 ·
1996 ·
1997 ·
1998 ·
1999 ·
2000 ·
2001 ·
2002 ·
2003 ·
2004 ·
2005 ·
2006 ·
2007 ·
2008 ·
2009 ·
2010 ·
2011 ·
2012 ·
2013 ·
2014 ·
2015 ·
2016 ·
2017 ·
2018 ·
2019 ·
2020 ·
2021 ·
2022 ·
2023 ·
2024 ·
2025